# Aleksandar Gajić
Aleksandar Gajić (in serbo Александар Гајић?; Belgrado, 14 gennaio 1983) è un ex cestista serbo.

## Palmarès
- YUBA liga: 1

Partizan Belgrado: 2001-02
- Campionato bulgaro: 1

Akademik Sofia: 2003-04
- Coppa di Jugoslavia: 1

Partizan Belgrado: 2002
- Coppa di Bulgaria: 1

Akademik Sofia: 2004
- Coppa di Bosnia ed Erzegovina: 1

Igokea: 2007